# Littérature géorgienne
La littérature géorgienne désigne dans cet article toute production littéraire en géorgien ou en Géorgie ou de Géorgie ou de culture géorgienne. En ce sens, toute littérature en langue minoritaire (abkhaze, ossète ou russe), comme toute littérature de la diaspora géorgienne, y trouve place.

## Langue
La langue officielle de la Géorgie est le géorgien : elle est en péril depuis deux millénaires mais a survécu. La plupart des Géorgiens sont au moins bilingues.
- Langues en Géorgie,
- Alphabet géorgien, Mkhedruli (actuel), Asomtavruli (ancien), ancien géorgien,
  - Romanisation de l'alphabet géorgien,
  - Tour alphabétique (2011),
  - Inscriptions en géorgien ancien : de Bir el Qutt (en), de Bolnissi (en), de Djvari (en), de l'église Ateni Theotokos (en), de Samchvilde Sioni (en).

Diverses minorités ont utilisé d'autres langues, autrefois. C'est le cas des Albaniens, avec l'alphabet albanien, sans que soit encore vraiment constitué un corpus écrit significatif. Par contre, aujourd'hui, diverses minorités développent une culture linguistique et littéraire minoritaire : presse et littérature abkhazes, ossètes...
- Littérature abkhaze (en)
- Littérature ossète (en)[2],[3]
- langue adjare, adjarien ou adjarouli : voir Adjarie

## Antiquité tardive
Durant l'Antiquité tardive, la littérature géorgienne ancienne connue est essentiellement religieuse, chrétienne et liturgique (traductions, sermons, vies de saints géorgiens, chants), en géorgien (après avoir été en araméen).
- Nino de Géorgie (296c-340c)
- Christianisation de l'Ibérie (IVe siècle), rapportée dans le texte Conversion de la Karthlie (en) (Xe siècle),
- Pierre l'Ibère (412c-491), évêque de Gaza, qui a inspiré La vie de Pierre l’Ibère de Jean Rufus,
- Iakob Tsurtaveli (Ve siècle) : Martyre de la Sainte Reine Chouchanik (en) (476-483) (Chouchanik (440-475), fille de Vardan II Mamikonian)
- Eustathe de Mtskheta (?-550 ou 589), Passion d'Eustathe de Mtskheta
- Treize Pères Assyriens (en) (6e siècle)

## Littérature médiévale

### Haut Moyen Âge (avant 1000)
- Artchil Ier le Martyr (736-786), prince de Kakhétie, dont la vie a inspiré le Martyre de Saint Artchil,
- Djouancher Djouancheriani (actif vers 790-800), prince, historien, auteur supposé de La vie du roi Vakhtang Gorgasali,
- Konstanti Kakhi (en) (768-853), dont la vie a inspiré le texte Vie et Passion de Konstanti Kakhi,
- Chants religieux d'Adishi (en) (Adishi (village) (en), Svanétie, vers 897)),
- Jean Zosime (vers 920-vers 990), moine de Mar Saba, copiste,
- Chronique de la Conversion de Kartli (en) (900c ?),
- Mikaël Modrekili (en) (Xe siècle), calligraphe, poète, érudit, Iadgari de Mikael Modrekili (en),
- Les centres littéraires géorgiens à l'étranger sont nombreux : Jérusalem, mont Sinaï, mont Athos,
- La littérature byzantine en grec médiéval est partiellement le fait des régions de l'est de la mer Noire.

### XIesiècle-XIIesiècle: trop brève renaissance orientale

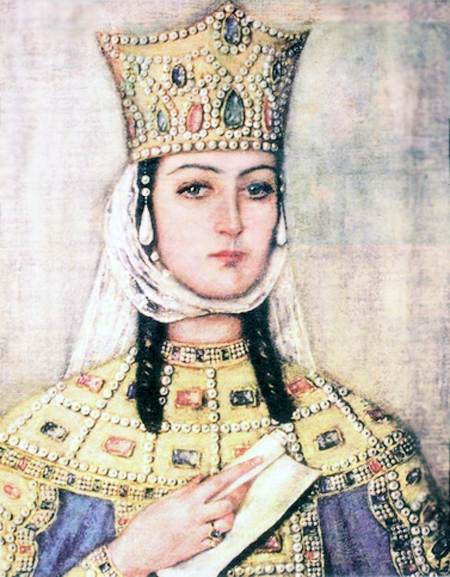
Reine Tamar Ire

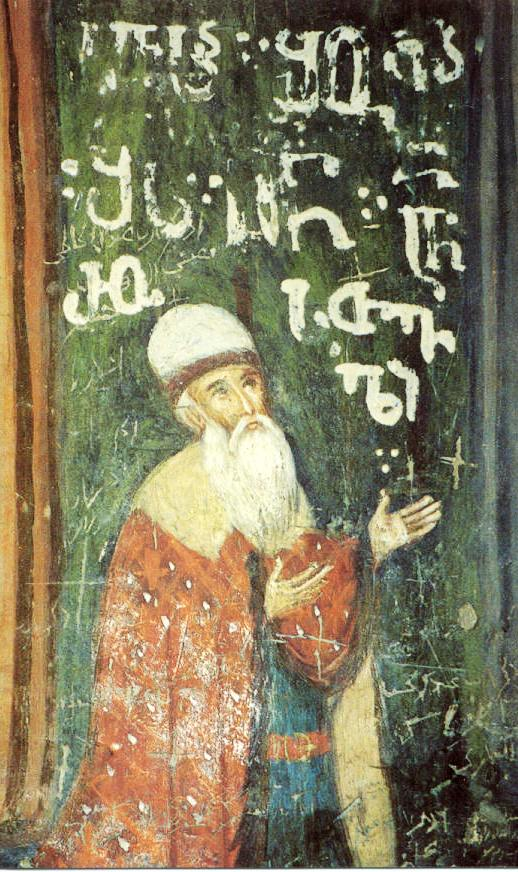
Chota Roustavéli

Le Chevalier à la peau de panthère, manuscrit de Kutaisi

La Géorgie, alors à peu près pan-caucasienne, connaît la Renaissance orientale.
- Euthyme l'Athonite (955c-1024), philosophe,
- Borena d'Alanie (en),
- Divan des rois d'Abkhazie (1010c), Chroniques géorgiennes (1050c-1350c),
- Eteriani (en) (1050c),
- Ephrem Mtsire (en) (?-1103c), théologien et philosophe,
- Arsène d'Ikaltho (1050c-1127),
- Léonti Mroveli (Leontius Ruisi), évêque de Ruisi (en) (Kartlie intérieure) à partir de 1066,
- Ioané Petritsi ( Ioane Chimchimeli), philosophe (XIIe siècle),
- Tamar de Géorgie (1160-1213), reine (1184-1213), sainte, modèle, inspiratrice des Tamariani,
- Chota Roustavéli (1172-1216), l'Homère du Caucase, auteur de l'épopée géorgienne
  - Le Chevalier à la peau de panthère, qui marque le début de la littérature géorgienne non-religieuse, chairi (en) (quatrain monorime),
  - Roustvélologie
- Ioane Chavteli (fin XIIe siècle - début XIIIe siècle), Abdulmesiani (Esclave du Messie), cycle d'odes dédié à David IV de Géorgie et Tamar,
- Tchakhroukhadzé (1170-1212), auteur d'un recueil d'odes en l'honneur de la reine Tamar intitulé Tamariani
- Chen Khar Venakhi (en) (1140c),
- Amiran (Amiran-Darejaniani, 1150c), roman de chevalerie,
- Visramiani (1200c),
- Chants religieux de Vani (en) (Vani, Iméréthie, vers 1200)

### Moyen Âge tardifXVesiècle-XVIesiècle
- Bagrat Ier de Moukhran (1488-1540)
- Moyen Âge tardif

### Livres liturgiques, évangéliaires, psautiers
La plupart de ces trésors nationaux sont conservés au Centre national des manuscrits de Géorgie :
- Évangile d'Adichi (en), d'Anbandidi (en), de Bitchvinta (en), de Mokvi (en), de Vani (en)
- Lectionaire 1446/350 (en), Psautier 1446/171 (en)
- Hymnes neumatiques (en), Triodion 1446/322 (en), Bedia Goulani (en)

## XVIIesiècle
Les XVIe siècle, XVIIe siècle et XVIIIe siècle sont en quelque sorte l'âge d'argent, ou la seconde renaissance, de la littérature géorgienne.
- Teimouraz Ier (roi de Kakhétie) (1587-1663)
- Mamouka Tavakalachvili (1610c-1660c)
- Artchil Ier d'Iméréthie (1646-1713)
- Saba Soulkhan Orbéliani (1658-1725)

## XVIIIesiècle
Le roi Vakhtang VI de Karthli est à l'origine d'un renouveau intellectuel, à Moscou, dont témoigne la commission de recension de l’Histoire de la Géorgie. Le roi Héraclius II (roi de Géorgie) et son cousin, le Catholicos Anton Ier Bagration, sont à l'origine du renouveau en Géorgie, dans l'optique des Lumières.
- Teïmouraz II de Kakhétie (1680-1762),
- David Gouramichvili (en) (1705-1792),
- Sayat-Nova (1712-1795), achik, poète-musicien, barde, arménien (de Géorgie), le roi des chansons, le nouveau Saadi,
- David Orbeliani (en) (1739-1796),
- Besiki (en) (1750-1791),
- Ioane Batonichvili (Ioan Gueorguievitch Bagration-Gruzinsky) (1768-1830),

## XIXesiècle
Le XIXe siècle est à la fois russe et national(iste).
- Princesse Ketevan de Géorgie (en) (1764-1840),
- Princesse Tekle de Géorgie (en) (1776-1846),
- Alexandre Tchavtchavadze (1786-1846)
- Solomon Dodachvili (en) (1805-1836), philosophe,
- Alexander Sulkhanishvili (1808-?),
- Giorgi Eristavi (1813-1864), dramaturge, poète et journaliste,
- Nikoloz Baratachvili (1817-1844), Pégase/Merani (1842),
- Ilia Tchavtchavadzé (1837-1907),
- Akaki Tsereteli (1840-1915),
- Giorgi Tsereteli (1842-1900),
- Niko Nikoladze (en) (1843-1928), Une pensée sur la montagne Likhi (1871)
- Alexandre Kazbegui (1848-1893),
- Ekaterine Gabachvili (1851-1938),
- Ivane Machabeli (1854-1898),
- Vasil Barnovi (en) (1856-1934),
- Michel Tamarati (1858-1911),
- Egnate Ninoshvili (1859-1894),
- Vaja-Pchavela (1861-1915), le gars de Pchavie,

- Pirveli dasi (პირველი დასი, premier groupe), groupe intellectuel plutôt nationaliste
- Meore dasi (en) (მეორე დასი, aecond groupe), groupe de l'intelligentsia libérale fin de siècle
- Mesame dasi (მესამე დასი, troisième groupe), groupe intellectuel plutôt social-démocrate

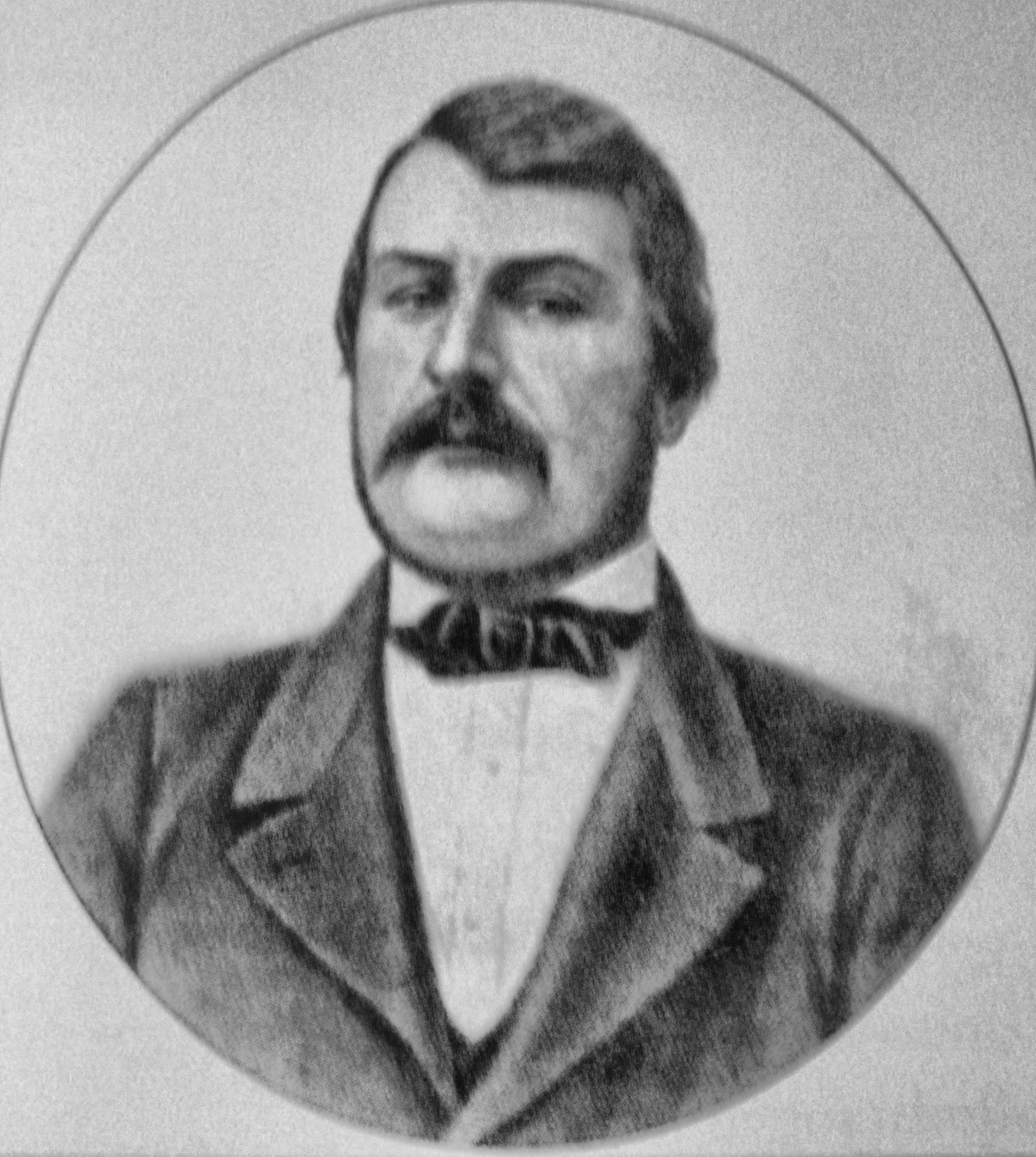
Giorgi Eristavi
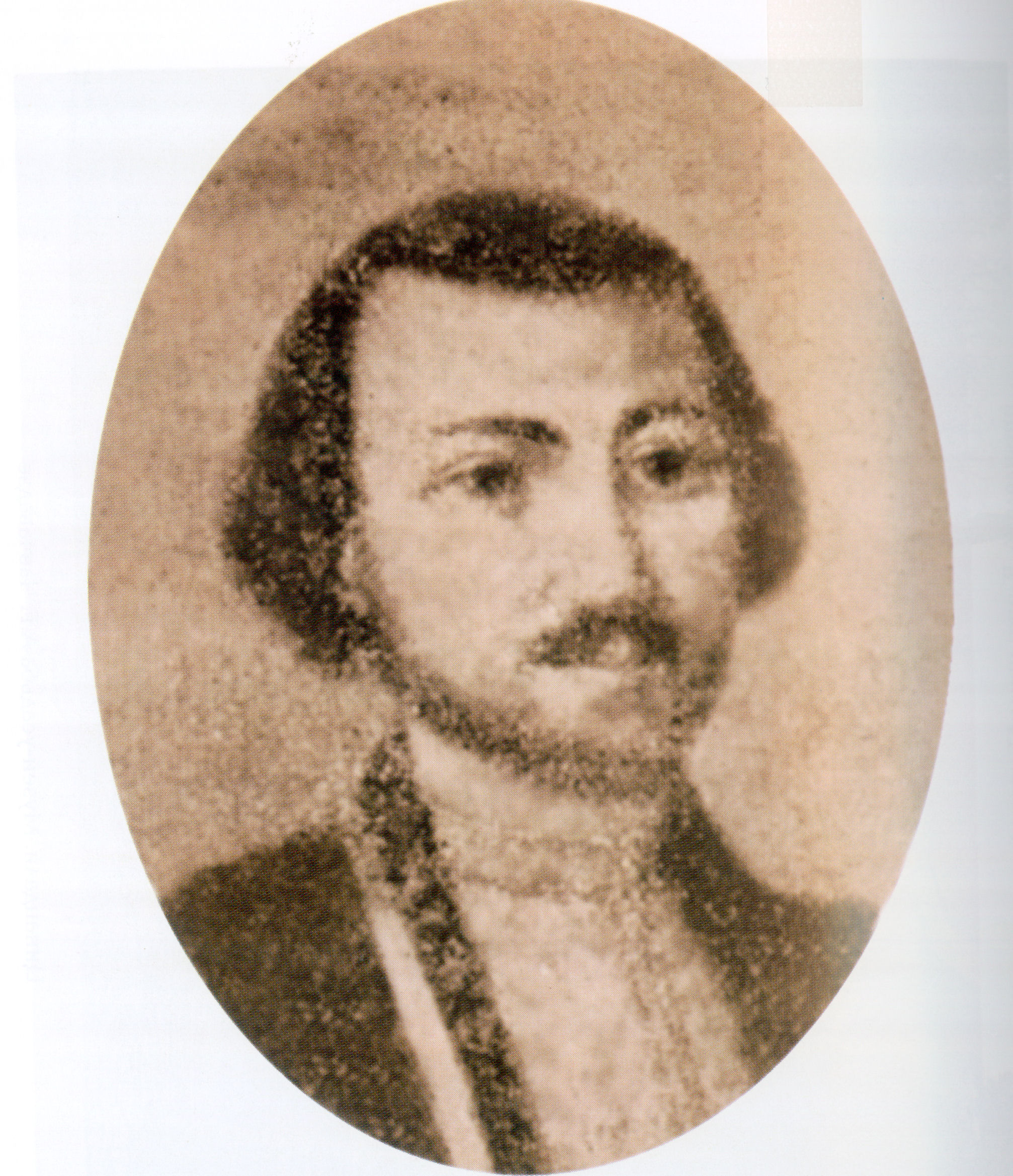
Nikoloz Baratachvili
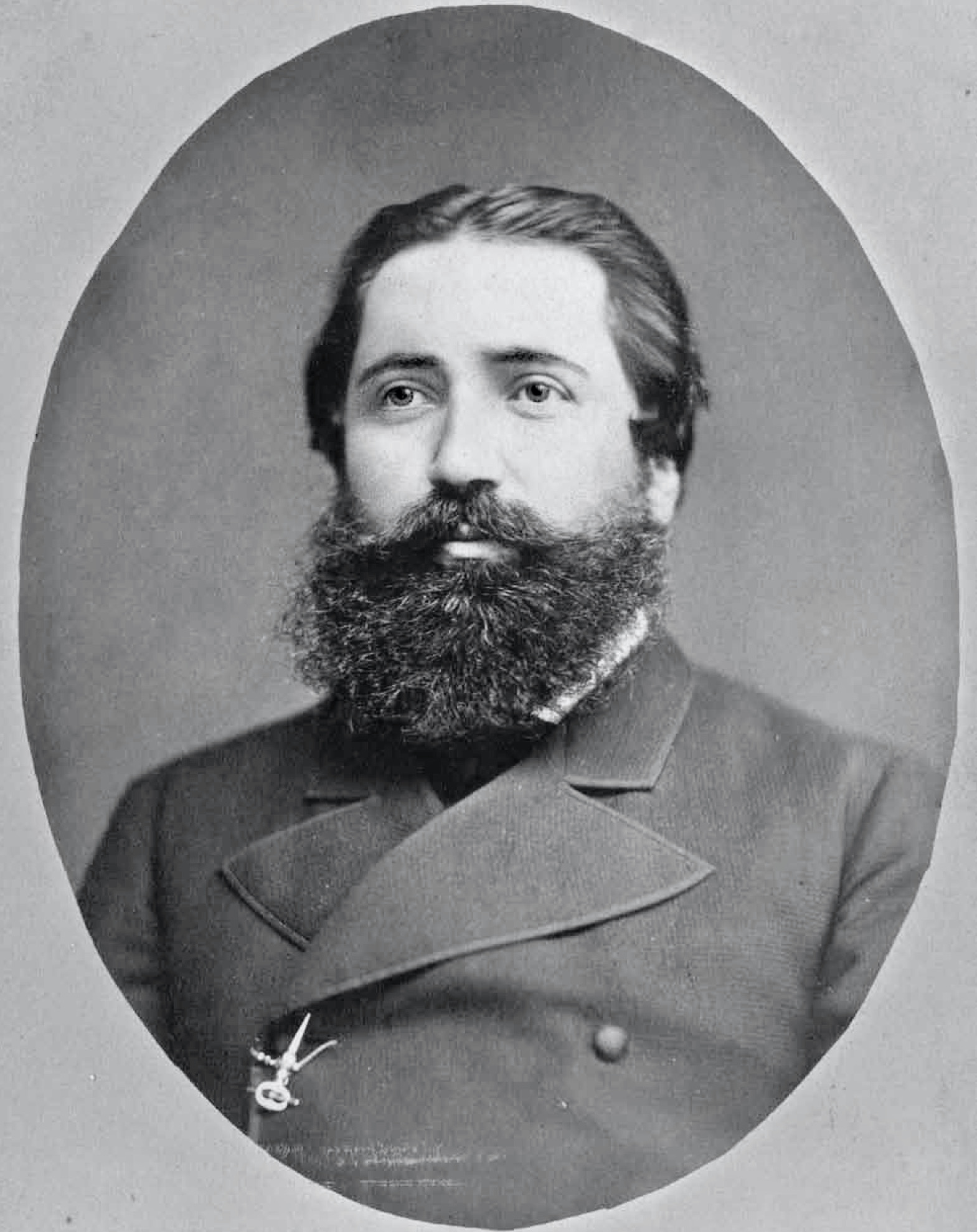
Ilia Tchavtchavadzé
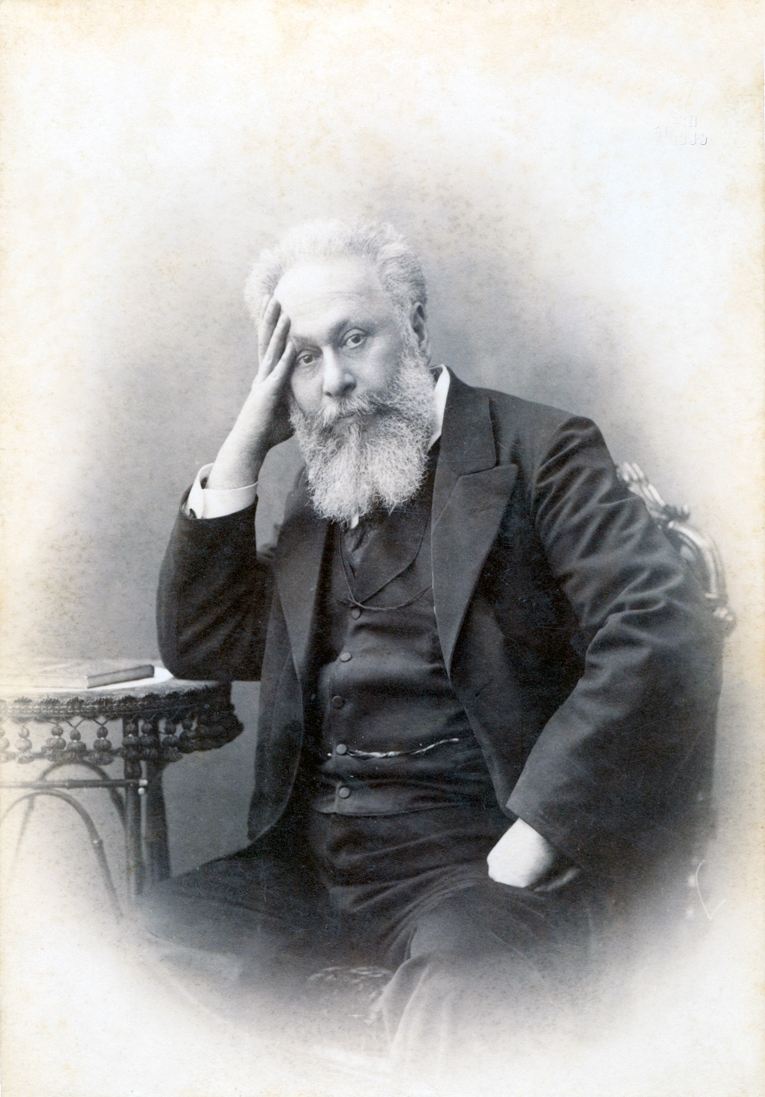
Akaki Tsereteli
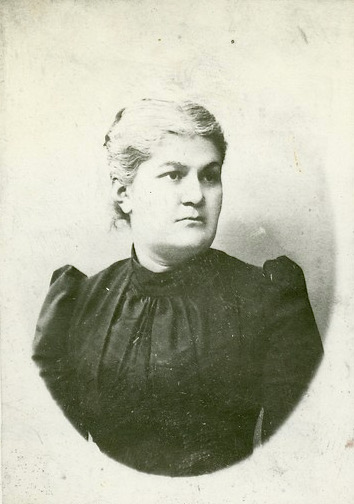
Ekaterine Gabachvili
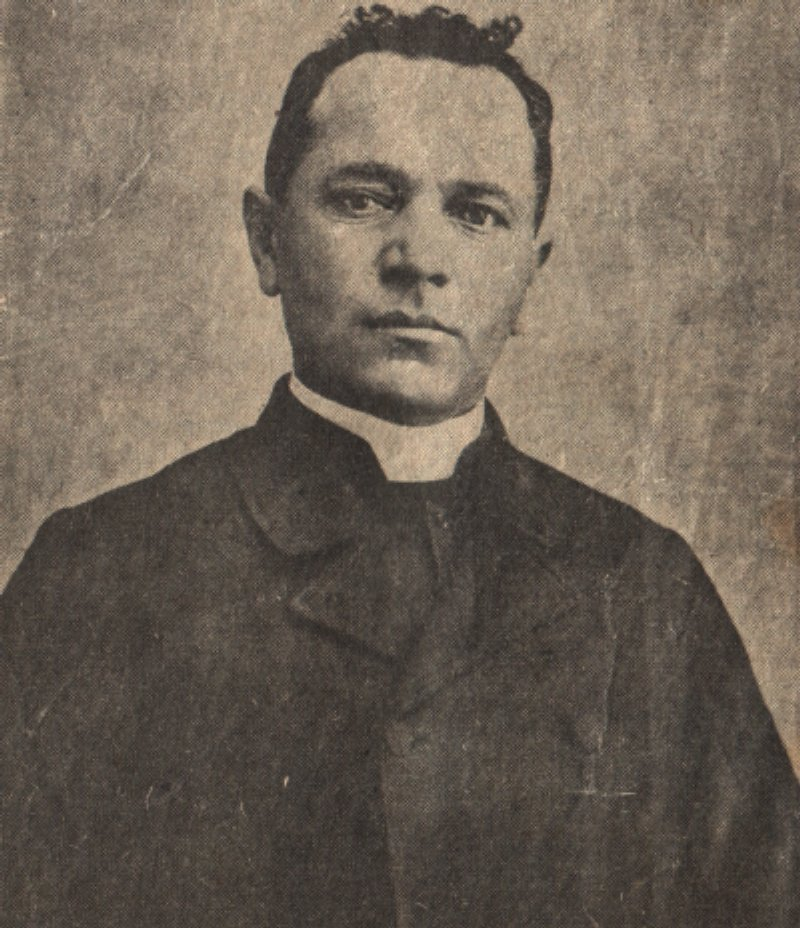
Michel Tamarati
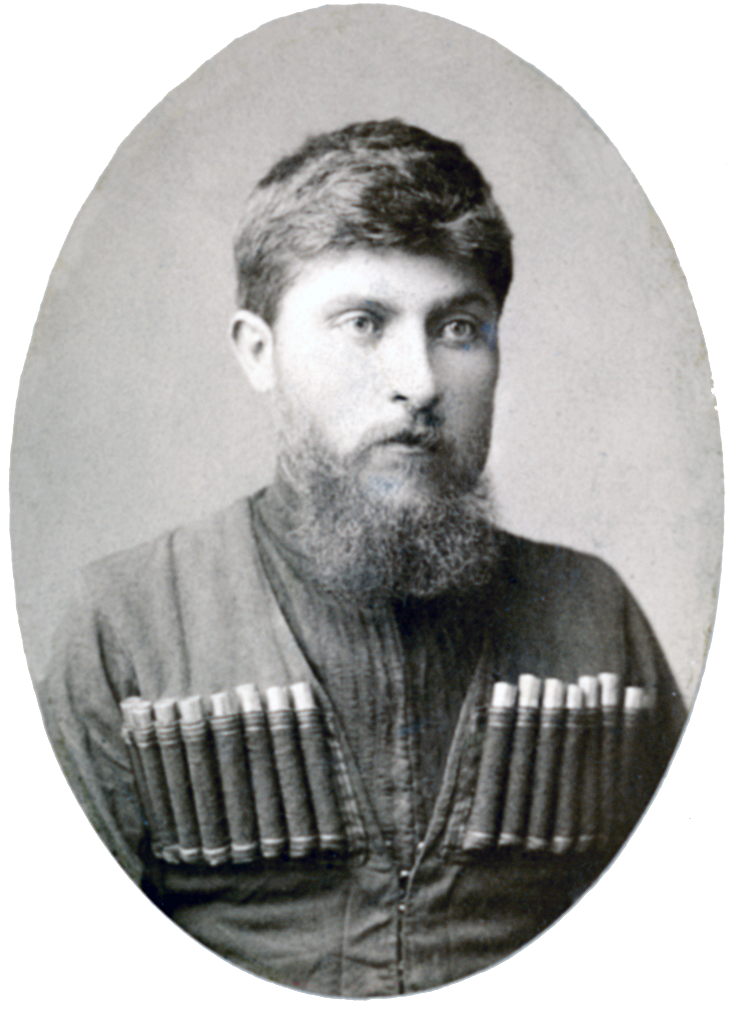
Vaja-Pchavela

### Dramaturges
- Giorgi Eristavi (1813-1874)
- Raphaël Eristavi (en) (1824-1901)
- Alexandre Orbeliani (en) (1802-1869)
- Avksenti Tsagareli (1857-1902)
- Vaja-Pchavela (1861-1915)

## XXesiècle
- Valerian Gunia (1862-1938),
- Anastassia Eristavi-Khochtaria (1868-1951),
- Nino Nakashidze (1872-1963),
- Alexandre de Salzmann (1874-1934),
- Dmitri Goulia (1874-1960) en abkhaze,
- Seit Devdariani (en) (1879-1937), philosophe,
- Mikheil Djavakhichvili (en) (1880-1937)
- Alexandre Abacheli (1884-1954),
- Dimitri Ouznadzé (1888-1950), philosophe,
- Chalva Noutsoubidzé (1888-1969), philosophe,
- Nino Dadechkéliani (1890-1931),
- Tite Margvelachvili (en) (1891-1946), philosophe,
- Galaktion Tabidze (1891-1959),
- Konstantine Gamsakhurdia (1893-1975),
- Gerzel Baazov (1904-1938),
- Levan Gotoua (en) (1905-1973),
- Constantin Lordkipanidzé (1905-1986),
- Irakli Abachidze (en) (1909-1992), poète,
- Tchaboua Amiredjibi (1921-2013),
- Elena Topouridze (en) (1922-2004), philosophe,
- Ana Kalandadze (1924-2008),
- Levan Tsutskiridze (1926-),
- Giwi Margwelaschwili (1927-), philosophe et poète,
- Nodar Doumbadze (1928-1984), romancier, Je vois le soleil (1962),
- Mukhran Machavariani (1929-2010), poète,
- Merab Mamardachvili (1930-1990), philosophe,
- Tamaz Tchiladze (en) (1931-), L'étang (1972), La lune de Brueghel (2007),
- Erlom Akhvlediani (1932-),
- Otar Tchiladzé (1933-2009), Un homme descendait la route (1973), Quiconque me trouvera (1976),
- Gouram Rcheoulichvili (en) (1934-1960),
- Gaston Bouatchidzé (1935-),
- Iza Ordjonikidze (en) (1938-2010),

- Verlibristes (1960-1970) : Chota Tchantladzé (1908-1968)

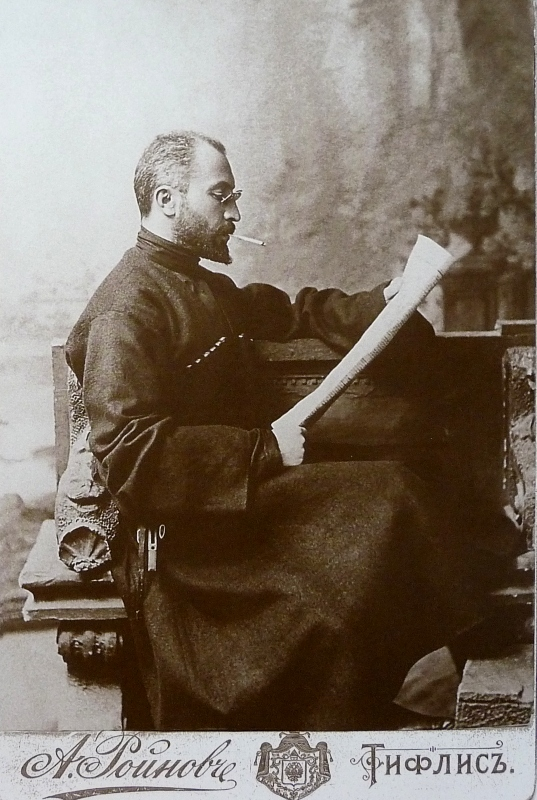
Valerian Gunia
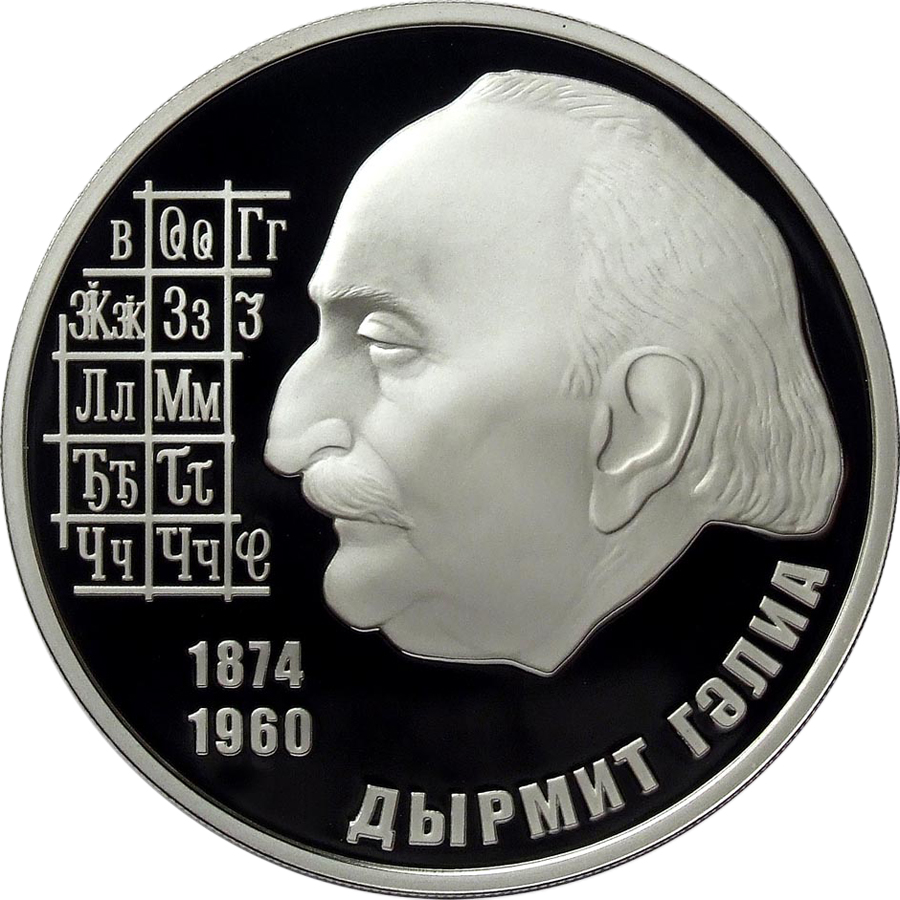
Dmitri Goulia
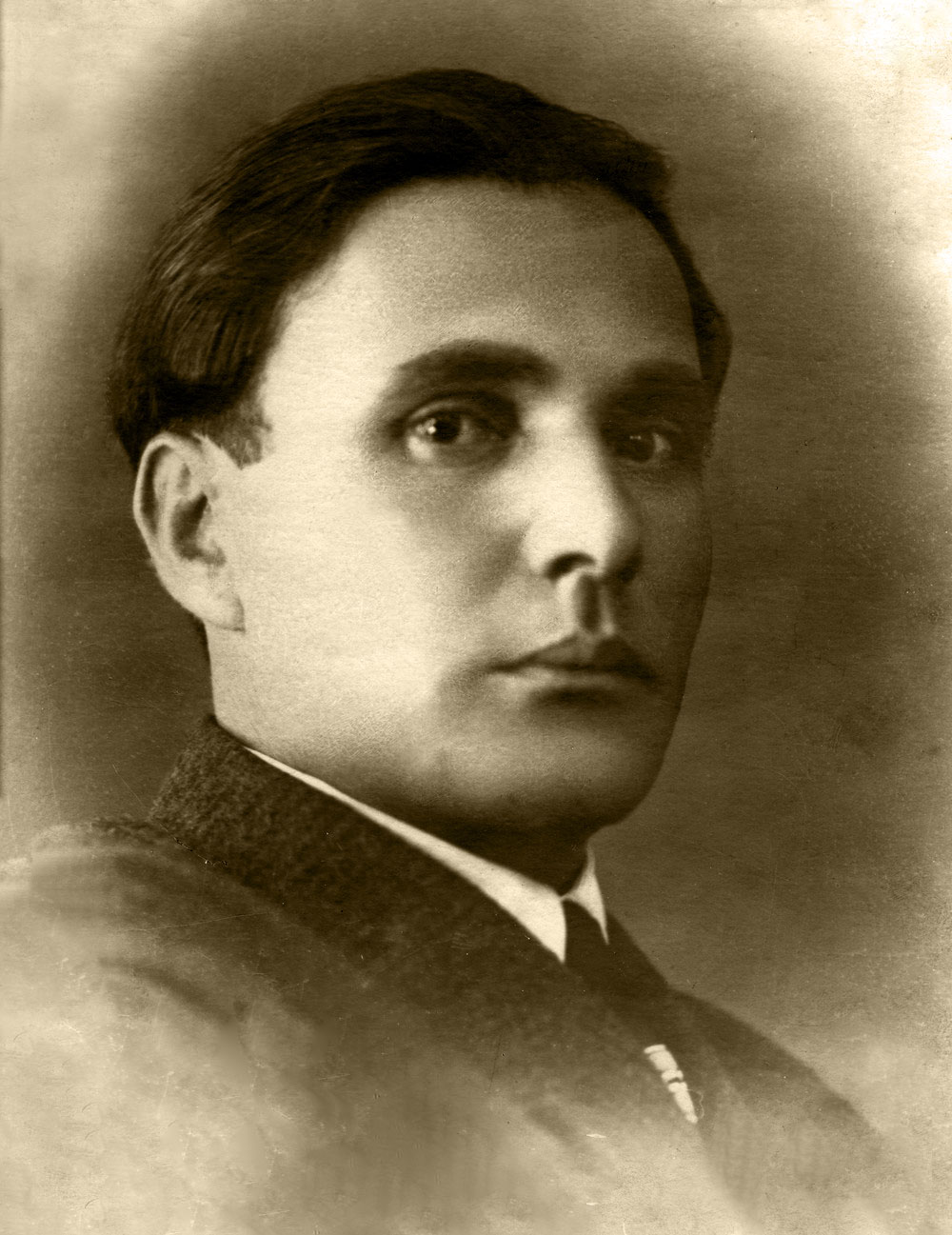
Galaktion Tabidze
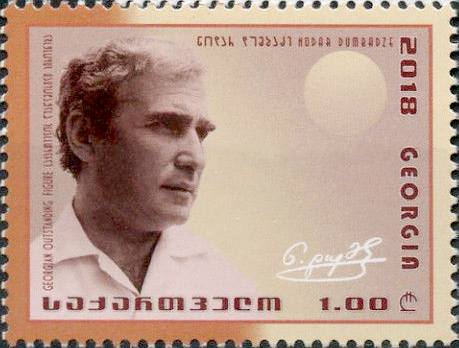
Nodar Doumbadze

## Littérature contemporaine
La littérature géorgienne contemporaine offre des œuvres romanesques, dramatiques, poétiques, biographiques, autobiographiques, etc. : bibliographie, rapide présentation.
La science-fiction en littérature existe en géorgien au moins depuis A Woman in the Mirror (ქალი სარკეში, 1930, d'Alexandre Abacheli, comme une voie de la littérature russe soviétique. Une tendance du réalisme magique géorgien se rattache à la science-fiction : The Brueghel Moon (en), de Tamaz Tchiladze (en).
Parmi les auteurs reconnus (en 2023) :
- Givi Margvelaschvili (en) (1927-), philosophe),
- Rezo Gabriadze (1936-2021),
- Guram Dochonashvili (1939-),
- Besik Kharanaouli (1939-)[7],[8],
- Nugzar Shalaidze (1944-),
- Manana Antadze (en) (1945-),
- Mikheil Makharadze (en) (1946-),
- Naira Gelachvili (en) (1947-),
- George Khoutsichvili (en) (1948-2013), philosophe),
- Zaal Samadachvili (en) (1953-),
- Levan Berdzenichvili (en) (1953-), Ténèbres sacrées
- Fahrettin Çiloğlu (1956-),
- Kote Jandieri (1958-),
- Omar Tourmanaouli (1959-),
- Mamuka Kherkheulidze (1959-),
- Merab Ratichvili (1959-)[9], Djouga, Iliadi,
- Mariam Tsiklaouri (en) (1960-),
- Zurab Lezhava (1960-),
- Mikho Mossoulichvili (1962-), Le Vol sans un fût (2001),
- Aka Mortchiladze (en) (1966-),
- Elena Botchorichvili (1966), La tête de mon père (2011),
- Maka Mimeladze (1966-),
- David Dephy (1968-),
- Irakli JavaKhadze (1968-),
- Ana Korzia-Samadashvili (1968-),
- Guiorgui Margvelachvili (1969-), philosophe et homme d'état,
- Goerges Mrisuradze (1970-),
- Archil Kikodze (1972-),
- Tengiz Iremadze (1973-), philosophe,
- Zaza Burchuladze (1973-), L'ange gonflable (2011),
- Irma Chiolachvili (en) (1974-),
- Davit Kartvelishvili (1976-),
- Lasha Bugadze (1977-),
- Teona Dolenjashvili (1977-),
- Nana Ekvtimichvili (1978-),
- Ekaterine Togonidze (en) (1981-),
- Paata Chamouguia (1983-),
- Nino Haratischwili (1983-), La huitième vie, Le Chat, le Général et la Corneille[10]
- Iva Pezuashvili (en) (1990-), Le Bunker de Tbilissi (2022)
- Mariam Bekauri (1990-),
- Iva Pezuashvili (1990-), prix de littérature de l'Union européenne 2022
- Nino Tepnadze (1992-),

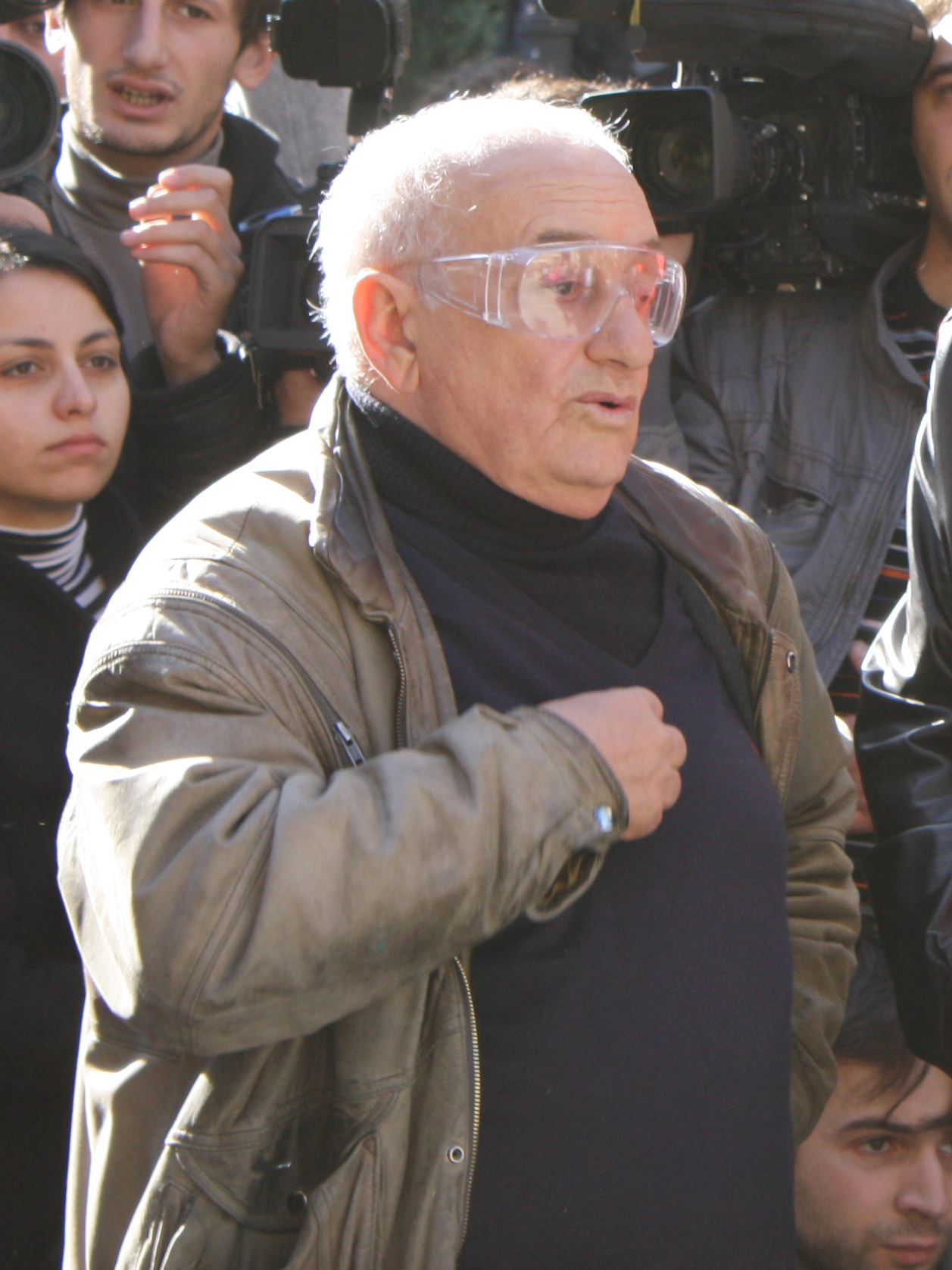
Revaz Gabriadze
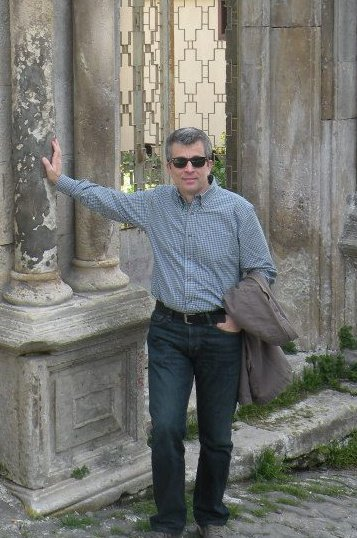
Fahrettin Çiloğlu
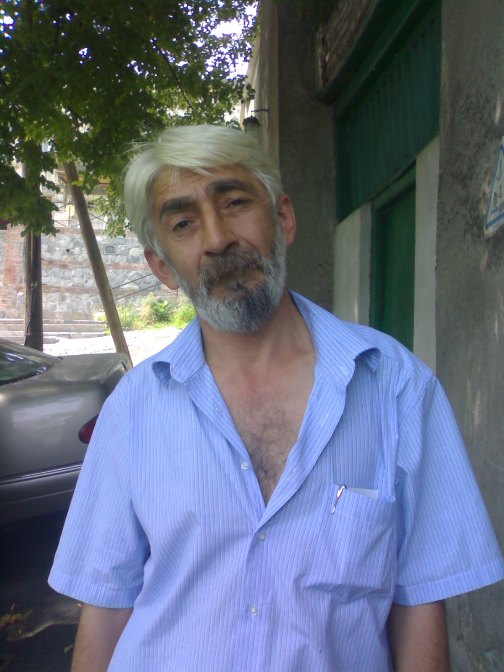
Omar Tourmanaouli
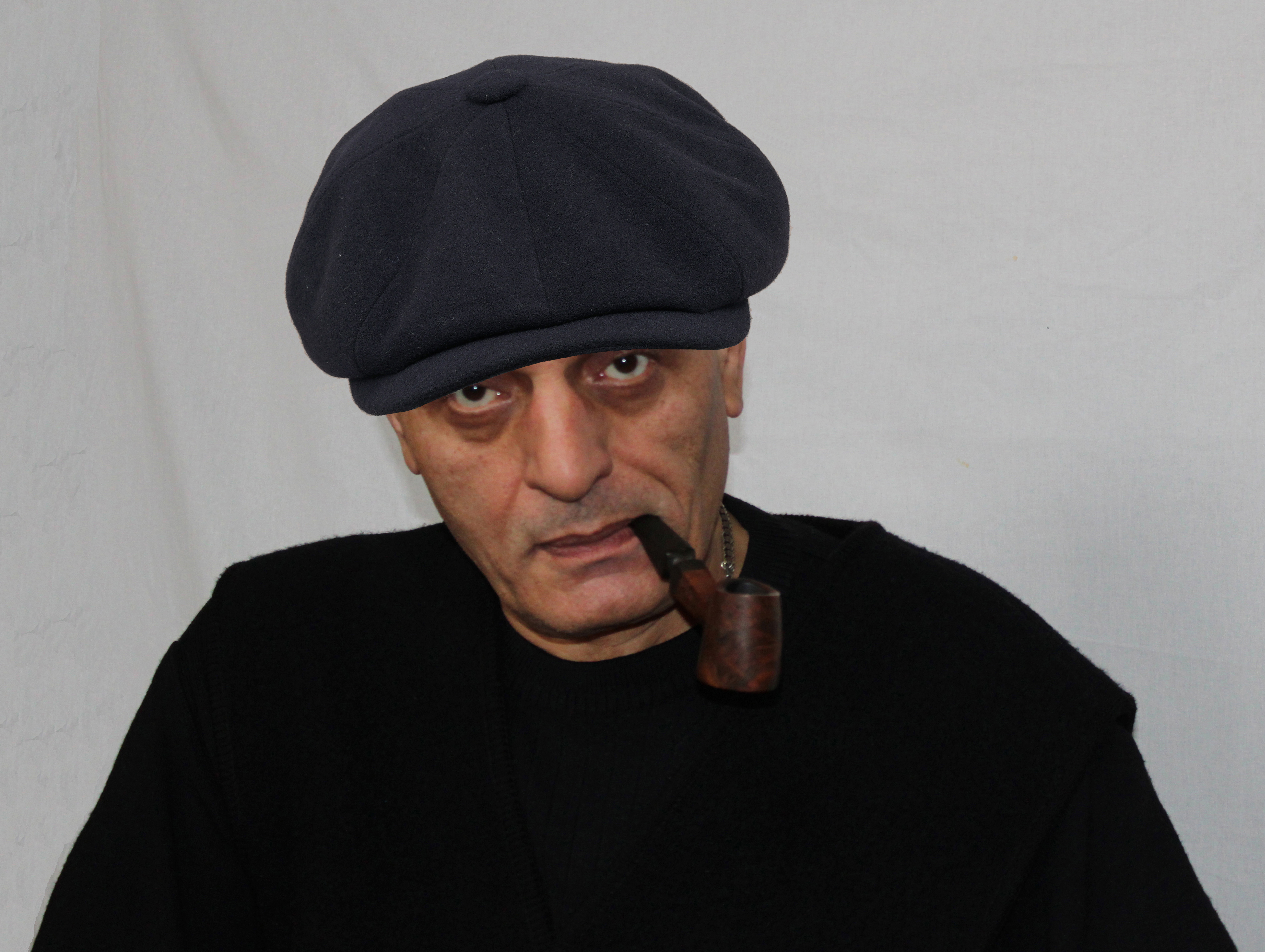
Mikho Mossoulichvili
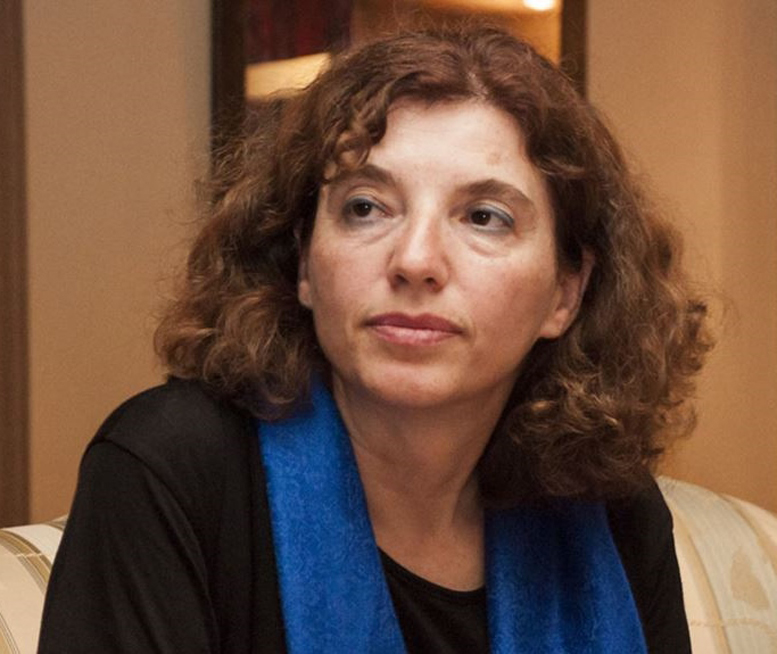
Elena Botchorichvili
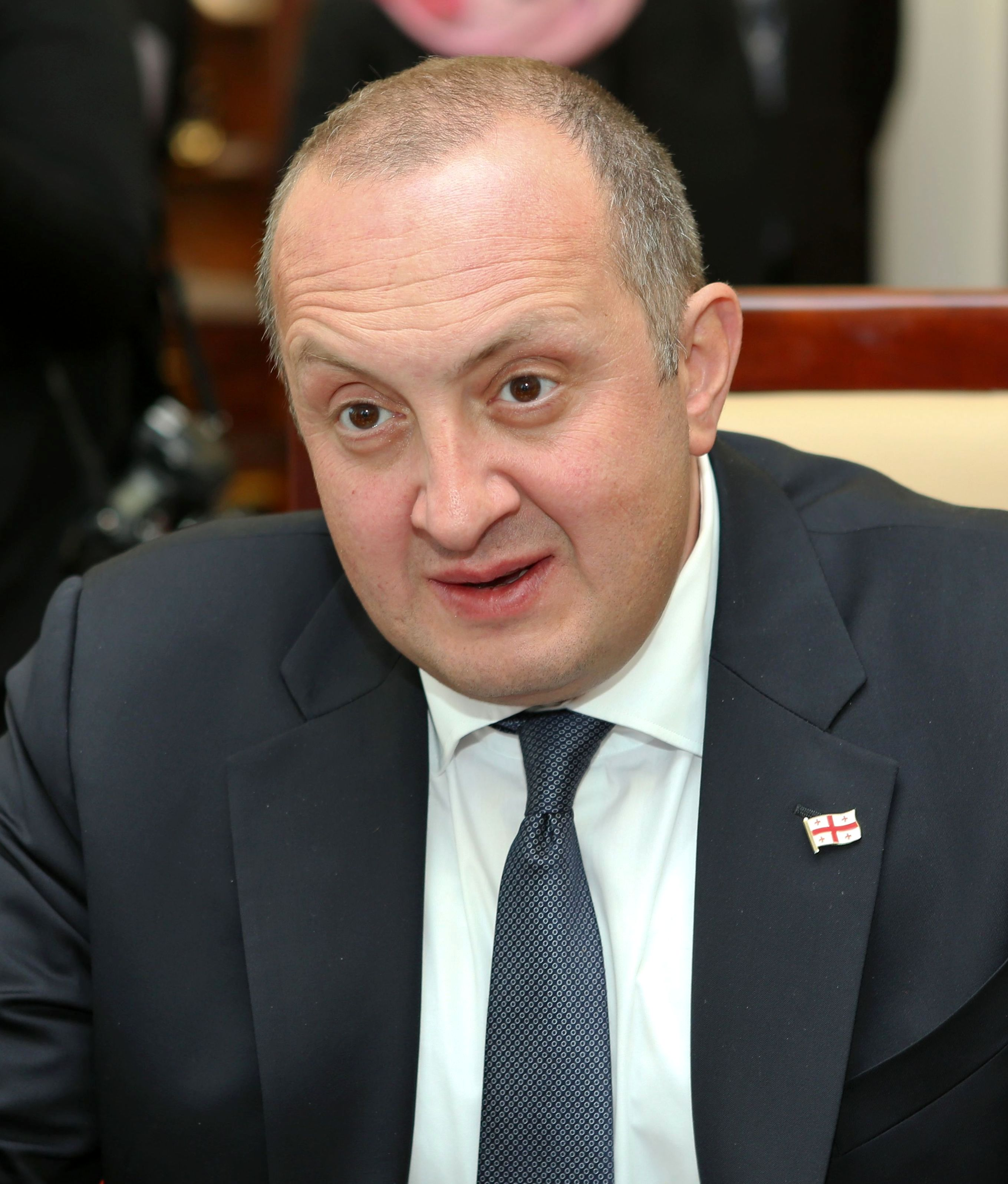
Guiorgui Margvelachvili

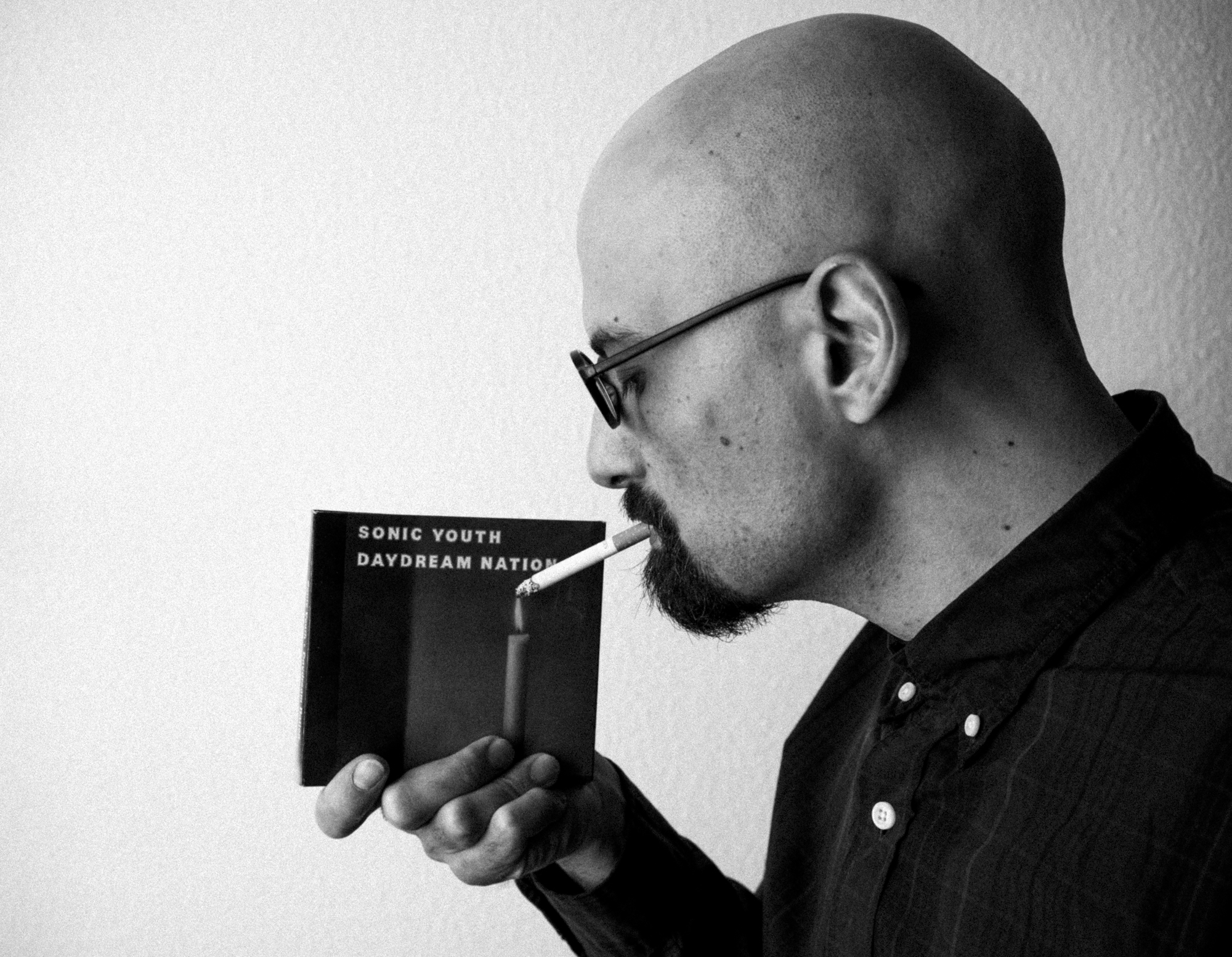
Zaza Burchuladze
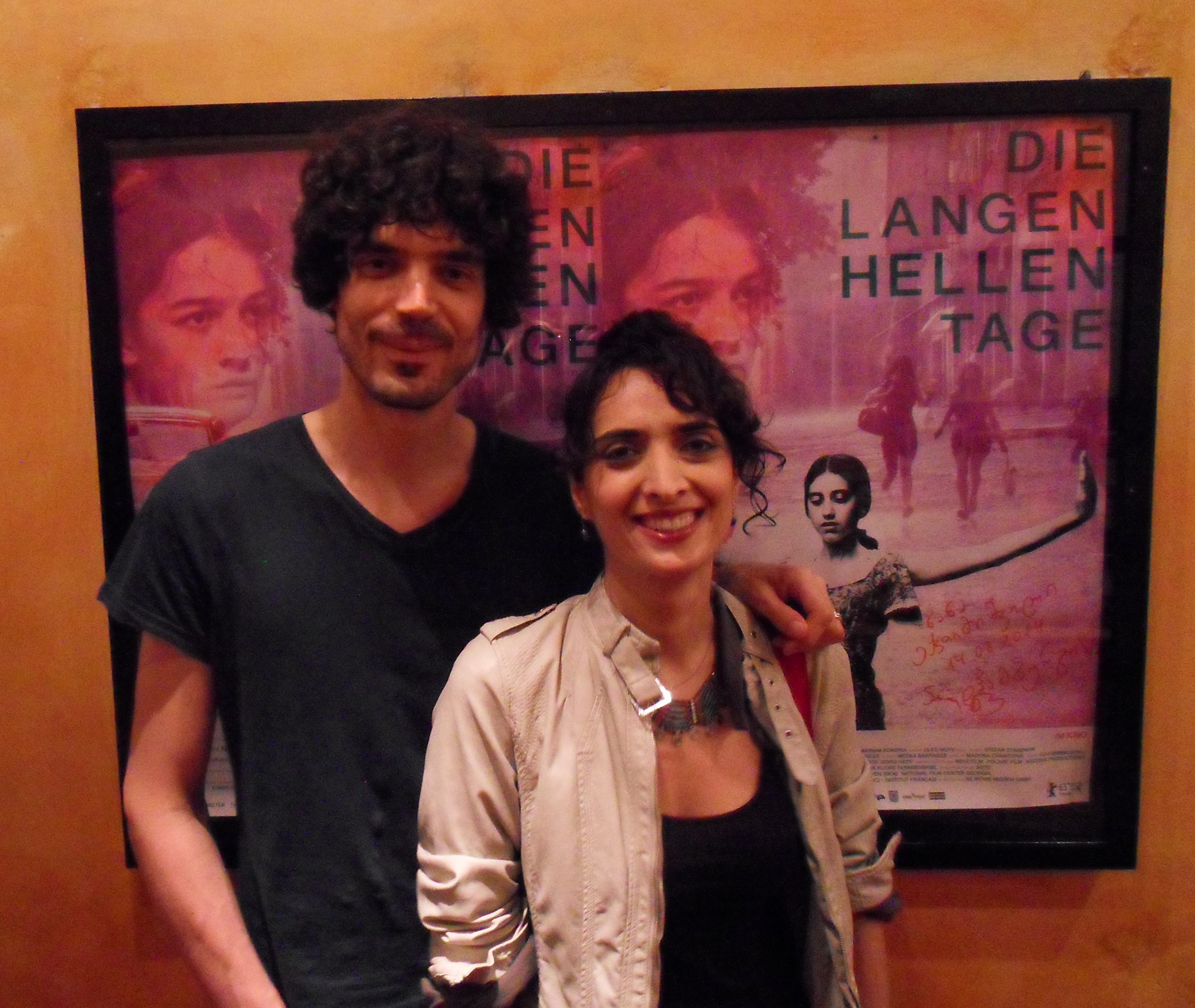
Nana Ekvtimishvili
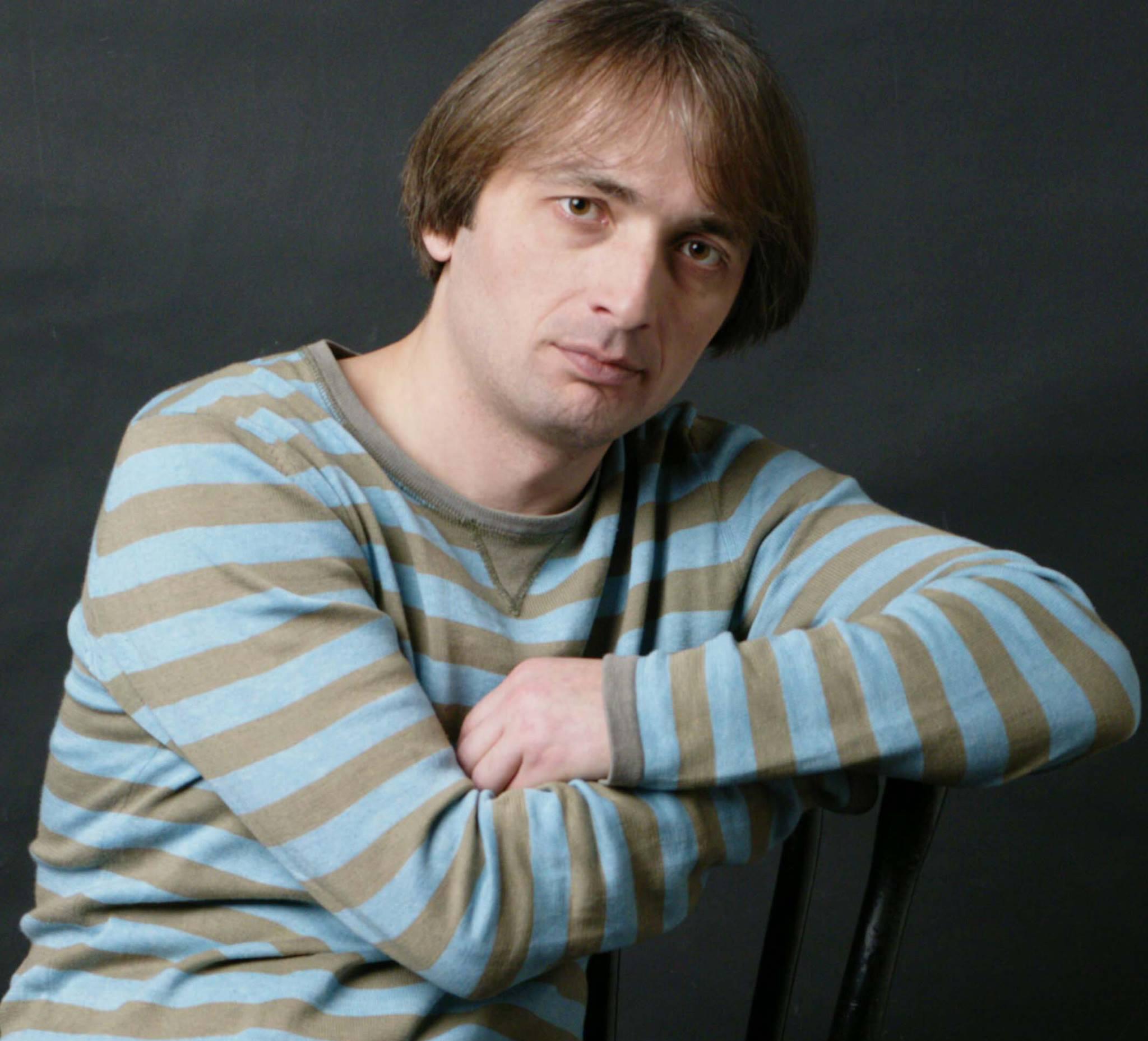
Paata Chamouguia

## Romans et nouvelles
- Romans de langue géorgienne

### Réalisme magique géorgien
- Adibas (2009) de Zaza Burchuladze
- L'Ange gonflable (2011) de Zaza Burchuladze
- Antonio et David (en) (1987) de Djemal Kartchkhadze (en)
- Avelum (en) (1995) de Otar Tchiladzé
- Le panier (en) (2003) de Otar Tchiladzé
- Une grande ourse (en) (2013) de Mikho Mossoulichvili
- La lune de Brueghel (en) (2007) de Tamaz Tchiladze (en)
- Le premier vêtement (en) (1975) de Gouram Dotchanachvili (en)
- Helessa (en) (2012) de Mikho Mossoulichvili
- Théâtre de fer (1981) de Otar Tchiladzé
- Le chevalier en tout temps (en) (1999) de Mikho Mossoulichvili
- Un homme descendait la route (2012) de Otar Tchiladzé
- L'étang (en) (1972) de Tamaz Tchiladze (en)
- La peau du serpent (en) (1926) de Grigol Robakidze (en)

- Romans géorgiens du courant "réalisme magique" (en)

## Théâtre
- Festival international de théâtre de Tbilissi (en) (2009)
- Directeurs de théâtre de Géorgie (en)
- Opéra de Tbilissi (1847-1851, Tbilissi)
- Théâtre national Roustavéli (1921, Tbilissi)
- Théâtre Mardjanichvili (1928, Tbilissi)
- Théâtre dramatique arménien d'État Petros-Adamian (1858, Tbilissi)
- Avenue Roustavéli (Tbilissi) : Théâtre Griboïedov (A. Griboedov Russian State Drama Theatre), Théâtre Nabadi (no 19), Théâtre de Pantomime (no 37), Théâtre Sardapi (no 42)
- Avenue Davit Agmashenebeli (en) (Tbilissi) : Théâtre du mouvement (Kakha Bakuradze's Movement Theatre Tbilisi Georgia, no 184), Théâtre du drame musical (no 182), Studio des Acteurs de Cinéma Mikhaïl Toumanichvili (Théâtre Toumanichvili, no 164)
- Teatro Rezo Gabriadze, théâtre de marionnettes de Revaz Gabriadze (1936-2021)

## Auteurs
- Écrivains géorgiens
  - Poètes géorgiens
  - Dramaturges géorgiens
- Romanciers géorgiens
- Liste alphabétique d'écrivains géorgiens (en)
- Liste d'écrivaines géorgiennes (en)

## Œuvres
- Poèmes géorgiens
  - Iavnana (en) (chansons pour enfants, comptines)

## Institutions
- Archives nationales de Géorgie (en)
- Bibliothèque Nationale Parlementaire de Géorgie (en), Bibliothèque nationale de Géorgie
- Centre national des manuscrits de Géorgie
- Prix littéraires géorgiens : Prix littéraire Chota Roustaveli (en), Prix littéraire Gala (en)
- De nombreuses demeures d'écrivains (et d'artistes) ont été transformées, en totalité ou en partie, en musées, dont Musée de littérature Giorgi Leonidze (en)

### Anthologies
- Gaston Buachidzé, La prose géorgienne des origines à nos jours, éditions Unesco, collection l'Esprit des Péninsules, Paris, 1998,  (ISBN 2-9104-3535-0)
- Bernard Rautureau et Josette Rasle, Littérature contemporaine de Géorgie, Société littéraire des PTT, Collection Missives, Valence, 1998
- Dominique Dolmière & Virginie Symaniec, La montagne des langues : Anthologie des écritures théâtrales du Caucase (1850-2006), Non Lieu & L'espace d'un instant, 2008, (dont l'excellente préface de V.S., Djebel al-Lissan),
- (en) Elisabeth Heighway[11], Contemporary Georgian Fiction[12], Londres, 2012